# دو وي (سفير)
دو وي (بالإنجليزية: Du Wei)‏ (2 أكتوبر 1962 في شاندونغ – 17 مايو 2020 في هرتسليا) دبلوماسي صيني شغل منصب سفير الصين لدى إستونيا وأوكرانيا، وتسلم منصب سفير الصين لدى إسرائيل منذ يناير 2020. وهو حاصل على درجة الماجستير في القانون. عُثر عليه ميتًا في منزله صباح 17 مايو 2020 في هرتسليا.